# Дневник будущего
«Дневни́к бу́дущего» (яп. 未来日記 Мирай Никки) — манга Сакаэ Эсуно, выходившая с 2006 по 2010 год.

## Манга
Оригинальная манга выходила в журнале Shōnen Ace с 26 января 2006 года по 25 декабря 2010 года, затем была переиздана в 12 томах издательством Kadokawa Shoten. Также между выходами томов основной манги вышли два тома-спин-оффа, «Дневник будущего: Мозаика» и Mirai Nikki: Paradox.
В середине ноября 2008 года седьмой том манги занимал 21-е место по продаваемости в Японии, а к концу месяца спустился на 25-е. В середине мая 2009 года восьмой том стал 28-м по продаваемости, а к концу месяца поднялся до 10-го места. В середине ноября того же года 20-е по продаваемости место занял 9-й том, к концу месяца он опустился на 21-е место. 10-й том в конце марта 2010 года занял 11-е место по продаваемости. Одновременно с этим том «Paradox» занял 21-е место.
С марта 2013 года стартовало продолжение манги Mirai Nikki: Redial, рассказывающее о событиях между завершением игры на выживание и финалом манги. В основном, это рассказ о судьбе Юно из третьего мира.
В 2018 году о планах на издание манги в России объявило издательство «Фабрика комиксов» и запустило выпуск в начале 2019 года.

### Список томов
| №       | Японский                                                                  | Японский               | Русский          | Русский                |
| №       | Дата публикации                                                           | ISBN                   | Дата публикации  | ISBN                   |
| ------- | ------------------------------------------------------------------------- | ---------------------- | ---------------- | ---------------------- |
| 1       | 26 июля 2006                                                              | ISBN 978-4-04-713839-1 | 21 февраля 2019  | ISBN 978-5-7584-0364-8 |
| 2       | 26 октября 2006                                                           | ISBN 978-4-04-713872-8 | 21 февраля 2019  | ISBN 978-5-7584-0365-5 |
| 3       | 26 марта 2007                                                             | ISBN 978-4-04-713912-1 | 22 февраля 2019  | ISBN 978-5-7584-0366-2 |
| 4       | 26 октября 2007                                                           | ISBN 978-4-04-713954-1 | 1 апреля 2019    | ISBN 978-5-7584-0367-9 |
| 5       | 26 февраля 2008                                                           | ISBN 978-4-04-715026-3 | 28 мая 2019      | ISBN 978-5-7584-0368-6 |
| 6       | 26 июня 2008                                                              | ISBN 978-4-04-715072-0 | 28 мая 2019      | ISBN 978-5-7584-0369-3 |
| 7       | 26 ноября 2008                                                            | ISBN 978-4-04-715130-7 | 20 августа 2019  | ISBN 978-5-7584-0370-9 |
| Мозаика | 26 ноября 2008                                                            | ISBN 978-4-04-715129-1 | 19 января 2021   | ISBN 978-5-7584-0639-7 |
| 8       | 26 мая 2009                                                               | ISBN 978-4-04-715248-9 | 30 сентября 2019 | ISBN 978-5-7584-0371-6 |
| 9       | 26 ноября 2009                                                            | ISBN 978-4-04-715323-3 |                  | ISBN 978-5-7584-0372-3 |
| 10      | 26 марта 2010                                                             | ISBN 978-4-04-715400-1 |                  | ISBN 978-5-7584-0373-0 |
| Paradox | 26 марта 2010                                                             | ISBN 978-4-04-715412-4 | —                |                        |
| 11      | 9 сентября 2010 (ограниченное издание) /25 декабря 2010 (обычное издание) | ISBN 978-4-04-900801-2 | —                | ISBN 978-5-7584-0374-7 |
| 12      | 26 апреля 2011                                                            | ISBN 978-4-04-715679-1 | 2020             | ISBN 978-5-7584-0375-4 |
| Redial  | 26 июля 2013                                                              | ISBN 978-4-04-120616-4 | —                |                        |

### Сюжет
Согласно сюжету, божество, известное под именем «Дэус Экс Макина» и повелевающее пространством и временем, доживает свои последние дни. А так как мир не может существовать без своего бога, он погибнет вместе с Дэусом. По этой причине Дэус устраивает игру на выживание. Последний выживший игрок займет его место. При этом дневник каждого из двенадцати игроков превращается в «Дневник будущего» (яп. 未来日記 Мирай Никки). Каждый такой дневник содержит записи, выглядящие так, как будто их написал сам владелец, но относящиеся к будущему. Например, если ранее игрок описывал в своем дневнике побеги, дневник будет предсказывать его будущие побеги от опасности. Однако, если дневник игрока пострадает, будущее игрока исчезнет, а от самого игрока не останется даже трупа.
История вращается вокруг первого и второго игроков, Юкитэру Амано и влюблённой в него Юно Гасай. Юкитэру нелюдим и имеет только двух воображаемых друзей — Дэуса и его помощницу, Мурумуру. Его дневник описывает всё, что происходит вокруг Юкитэру, и таким образом является наиболее информативным среди остальных. Вместе с тем сам Юкитэру слаб и не может противостоять своим противникам самостоятельно. Поэтому его телохранителем становится Юно, чей дневник описывает всё происходящее с её возлюбленным. Так или иначе, сюжет затрагивает три альтернативные реальности, созданные путешествиями во времени. Однако события разворачиваются в основном во втором мире.

## Аниме
Вместе с ограниченным изданием 11 тома манги шёл диск с 8-минутной OVA, выступившей пилотом для аниме-сериала.
Было объявлено, что сериал выйдет осенью 2011 года. Режиссёром выступил Наото Хосода, а за дизайн персонажей отвечали Эйдзи Хираяма и Рурико Ватанабэ.
В первых 14 сериях открывающей темой была «Kūsō Mesology» (яп. 空想メソロギヰ Ку:со: мэсороги:, «Мезология воображения») от группы Yousei Teikoku, а закрывающей — «Blood Teller» от Faylan. Для второй половины аниме опенингом выступила «Dead End» от Faylan, а закрывающей — «Filament» от Yousei Teikoku. Авторами главной темы пилота «The Creator» выступили также Yousei Teikoku.
В конце заключительной серии аниме также был анонсирован некий «следующий проект». В официальном Твиттере аниме было высказано предположение, что этот проект скорее будет связан с аниме-адаптацией, а не с игровым фильмом по мотивам манги. Также было сказано, что следующим проектом и фильмом будут заниматься разные компании. Однако детали неизвестны.
13 июня 2013 года вышел OVA-эпизод «Mirai Nikki: Redial», адаптация одноимённой манги. Авторами открывающей композиции «Kyōki Chinden» (яп. 狂気沈殿 Кё:ки тиндэн, «Осаждение безумия») снова стали Yousei Teikoku, а закрывающей «Happy End» — Faylan.

## Игра
В январе 2010 года была выпущена игра Future Diary: The 13th Diary Owner (яп. 未来日記 -13人目の日記所有者- Мирай Никки: Дзю:сан нин мэ но никки сёю:ся) для PlayStation Portable. Ремастеринг игры с новой графикой и озвучкой вышел 26 апреля 2012 года.

## Игровой сериал
В конце марта 2012 года канал Fuji TV показал 32-секундный ролик к предстоящему игровому сериалу Mirai Nikki — Another:World. Как и послужившая источником манга, сериал рассказывает о 12 игроках, участвующих в игре на выживание и обладающих дневниками, предсказывающими будущее. Сценарий написал Юсукэ Ватанабэ, известный по таким работам, как 20th Century Boys, Gantz и Bloody Monday. Сюжетно сериал никак не связан с мангой и аниме.
Трансляция 11-серийного сериала продолжалась с 21 апреля до 30 июня 2012 на Fuji TV Открывающая композиция «Another World» была исполнена Ко Сибасаки.